# LC Paderborn
Der LC Paderborn (offiziell: Leichtathletik-Club Paderborn e. V.) ist ein Leichtathletikverein aus Paderborn.

## Geschichte
Der Verein wurde am 18. Oktober 1974 gegründet und ist mit rund 1000 Mitgliedern nach eigenen Angaben der größte einspartige Leichtathletikverein der Region Ostwestfalen-Lippe. Im Nachwuchsbereich vermittelt der Verein die allgemeinen sportlichen Grundlagen. Erst mit dem Übergang in den Leistungsbereich findet eine disziplinspezifische Ausrichtung statt. Dabei legt der LC Paderborn den Schwerpunkt auf Wurf-, Sprung-, Sprint-, Mehrkampf- und Laufdisziplinen. Die Trainings- und Wettkampfstätten befinden sich im Ahorn-Sportpark, dessen Bau vom Unternehmer Heinz Nixdorf initiiert wurde. Die Anlagen wurden im Frühjahr 1984 eröffnet.

## Erfolgreiche Athleten

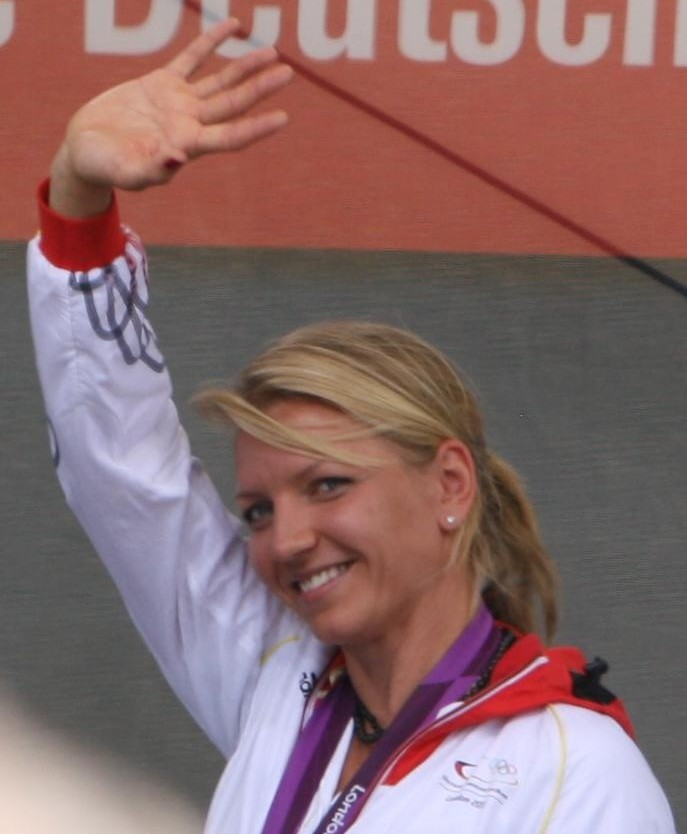
Lilli Schwarzkopf

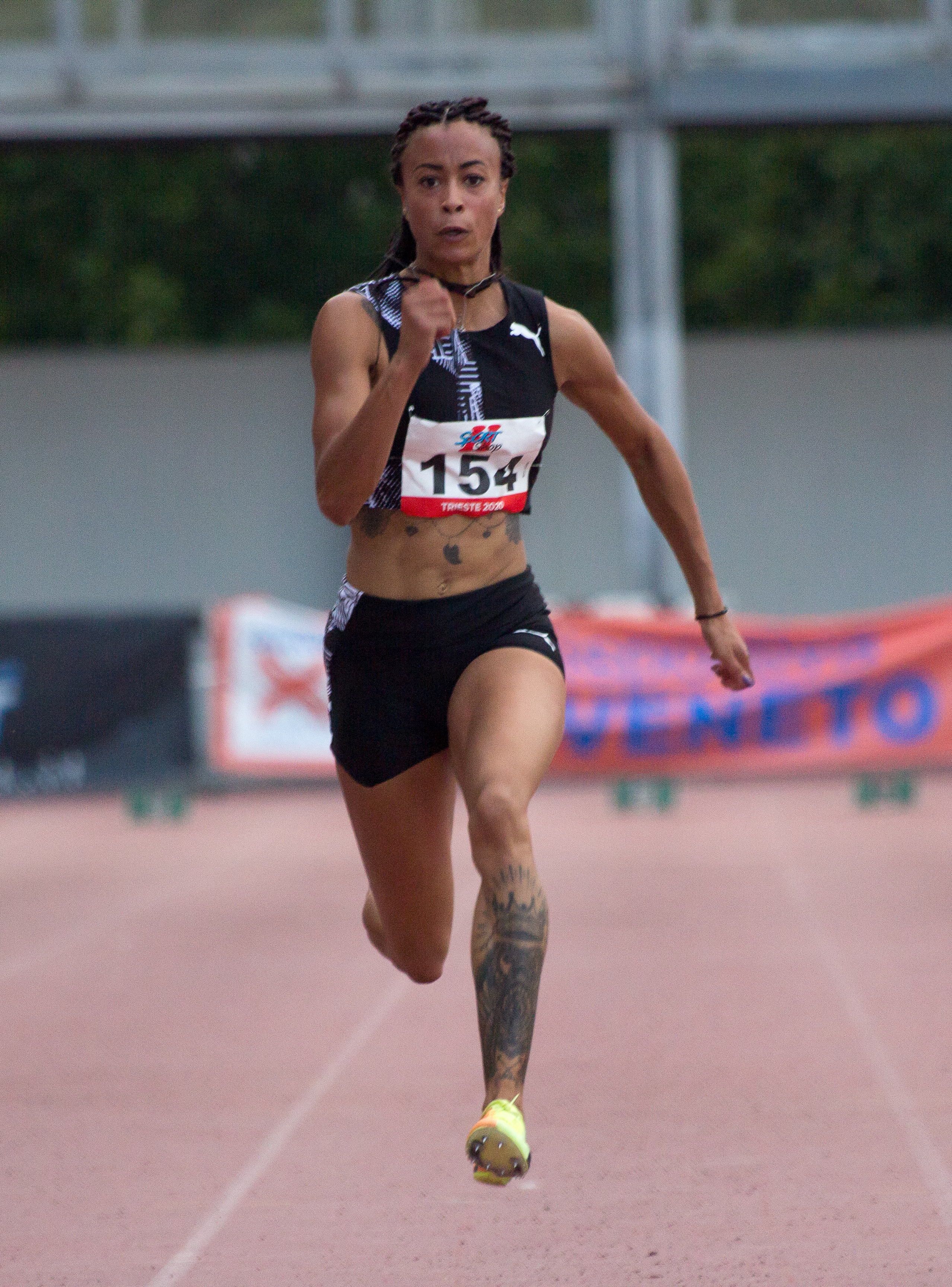
Tatjana Pinto

Die folgenden Sportler/-innen des LC Paderborn gewannen deutsche Meisterschaften. Grün unterlegte Erfolge wurden bei Hallenmeisterschaften erzielt.
| Jahr | Wettbewerb               | Name              |
| ---- | ------------------------ | ----------------- |
| 1986 | Zehnkampf                | Jens Schulze      |
| 1986 | Zehnkampf (Mannschaft)   | LC Paderborn      |
| 1987 | Zehnkampf (Mannschaft)   | LC Paderborn      |
| 2003 | Siebenkampf (Mannschaft) | LC Paderborn      |
| 2004 | Siebenkampf              | Lilli Schwarzkopf |
| 2006 | Weitsprung               | Claudia Tonn      |
| 2007 | Siebenkampf              | Lilli Schwarzkopf |
| 2012 | 200-Meter-Lauf           | Inna Weit         |
| 2013 | 200-Meter-Lauf           | Inna Weit         |
| 2013 | 200-Meter-Lauf           | Inna Weit         |
| 2016 | 60-Meter-Lauf            | Tatjana Pinto     |
| 2016 | 100-Meter-Lauf           | Tatjana Pinto     |
| 2018 | 60-Meter-Lauf            | Tatjana Pinto     |
| 2018 | 200-Meter-Lauf           | Tatjana Pinto     |
| 2019 | 100-Meter-Lauf           | Tatjana Pinto     |
| 2019 | 200-Meter-Lauf           | Tatjana Pinto     |

## Persönlichkeiten

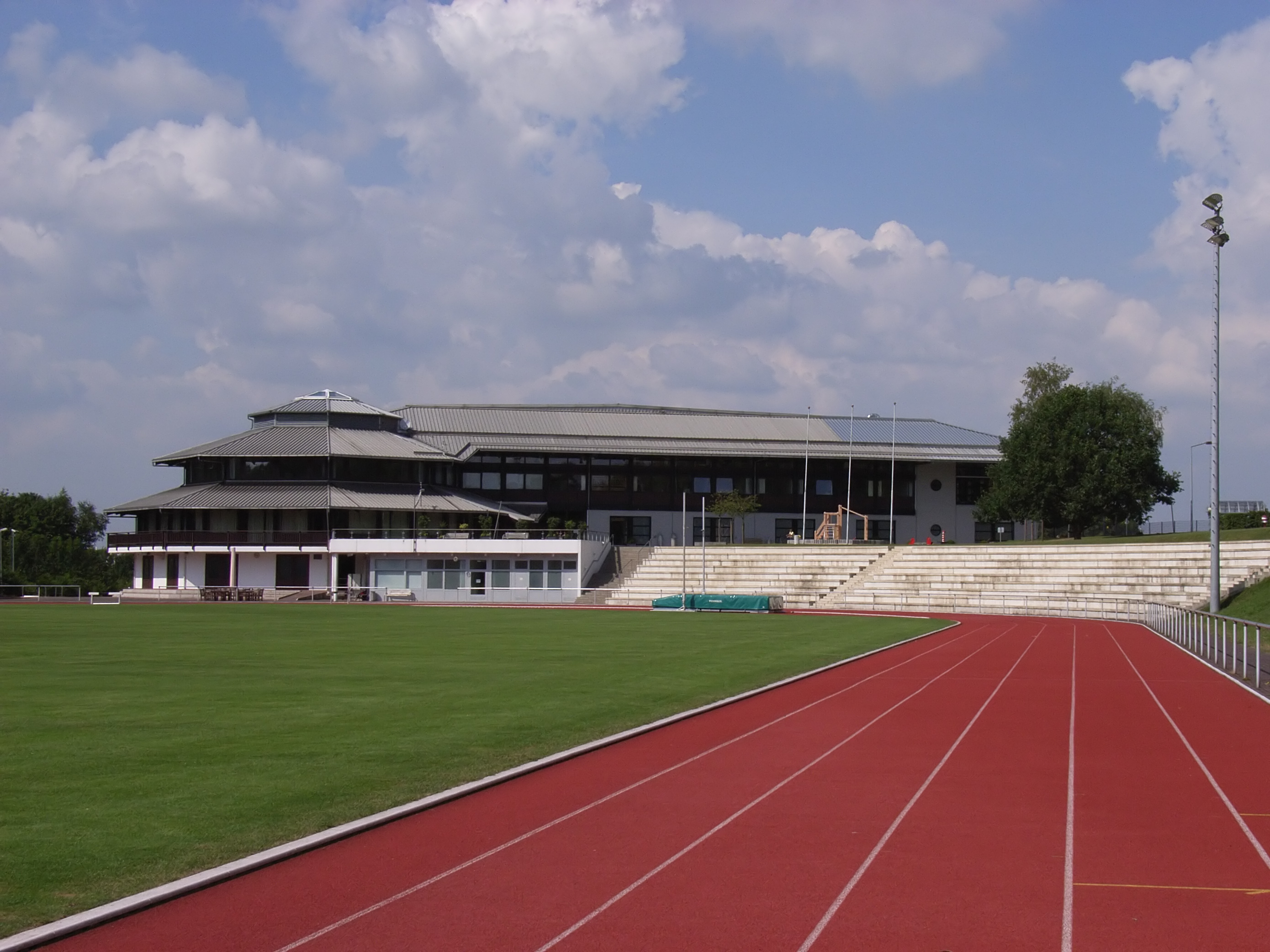
Der Ahorn-Sportpark

Neben den oben genannten deutschen Meistern starteten die folgenden Persönlichkeiten als Sportler oder Trainer für den LC Paderborn.
- Chantal Butzek
- Katharina Grompe
- Janina Kölsch
- Keshia Kwadwo
- Yasmin Kwadwo
- Steven Müller
- Thomas Prange
- Birgit Schmidt
- Monika Zapalska